# Phenacoccus evelinae
Phenacoccus evelinae är en insektsart som först beskrevs av Tereznikova 1968.  Phenacoccus evelinae ingår i släktet Phenacoccus och familjen ullsköldlöss. Inga underarter finns listade i Catalogue of Life.